# Matthias Hoffmann-Borggrefe
Matthias Hoffmann-Borggrefe (* 1963 in Werdohl) ist ein deutscher Kirchenmusiker. 

## Leben und Wirken

### Ausbildung
Matthias Hoffmann-Borggrefe erhielt mit 5 Jahren ersten Klavierunterricht. Des Weiteren erlernte er Posaune und Bratsche. 1982–1987 studierte er an der Robert Schumann Hochschule Düsseldorf evangelische Kirchenmusik (Orgel bei Almut Rößler). Er legte 1985 das B-Examen und 1987 das A-Examen ab. Es folgte ein weiterer Studiengang im Fach Dirigieren. Sein Kapellmeisterexamen legte er mit einer Auszeichnung ab.

### Berufstätigkeit
Schon als Schüler dirigierte er verschiedene Ensembles. Als Student war er Assistent von Almut Rößler an der Johanneskirche Düsseldorf. 1989 bis 2002 war er Kirchenmusiker an der Matthäikirche in Düsseldorf. 2002 wurde er an die Hamburger Hauptkirche St. Nikolai berufen. 2017 wurde er mit dem Titel eines Kirchenmusikdirektors ausgezeichnet. 2022 trat er in den Ruhestand.

### Thematisierung von Gewalt in der Kirchenmusikerausbildung
2024 teilte Hoffmann-Borggrefe dem Evangelischen Pressedienst mit, er habe während seiner Ausbildung zum Kirchenmusiker sexuelle Gewalt erlebt. Es sei an der Zeit, dass die Kirche ihre Schuld eingestehe und die zerstörten Lebensentwürfe der Opfer öffentlich mache.

## Kompositionen
- …wie dich selbst. Für gemischten Chor und 3 Posaunen. Carus Verlag, 2013.

## Tondokumente
- Arthur Honegger: La danse des morts. Frank Martin: Requiem. CD. Troubadisc Music Production.
- Felix Mendelssohn Bartholdy: Elias. CD. Troubadisc Music Production.[7]